# Turdus migratorius

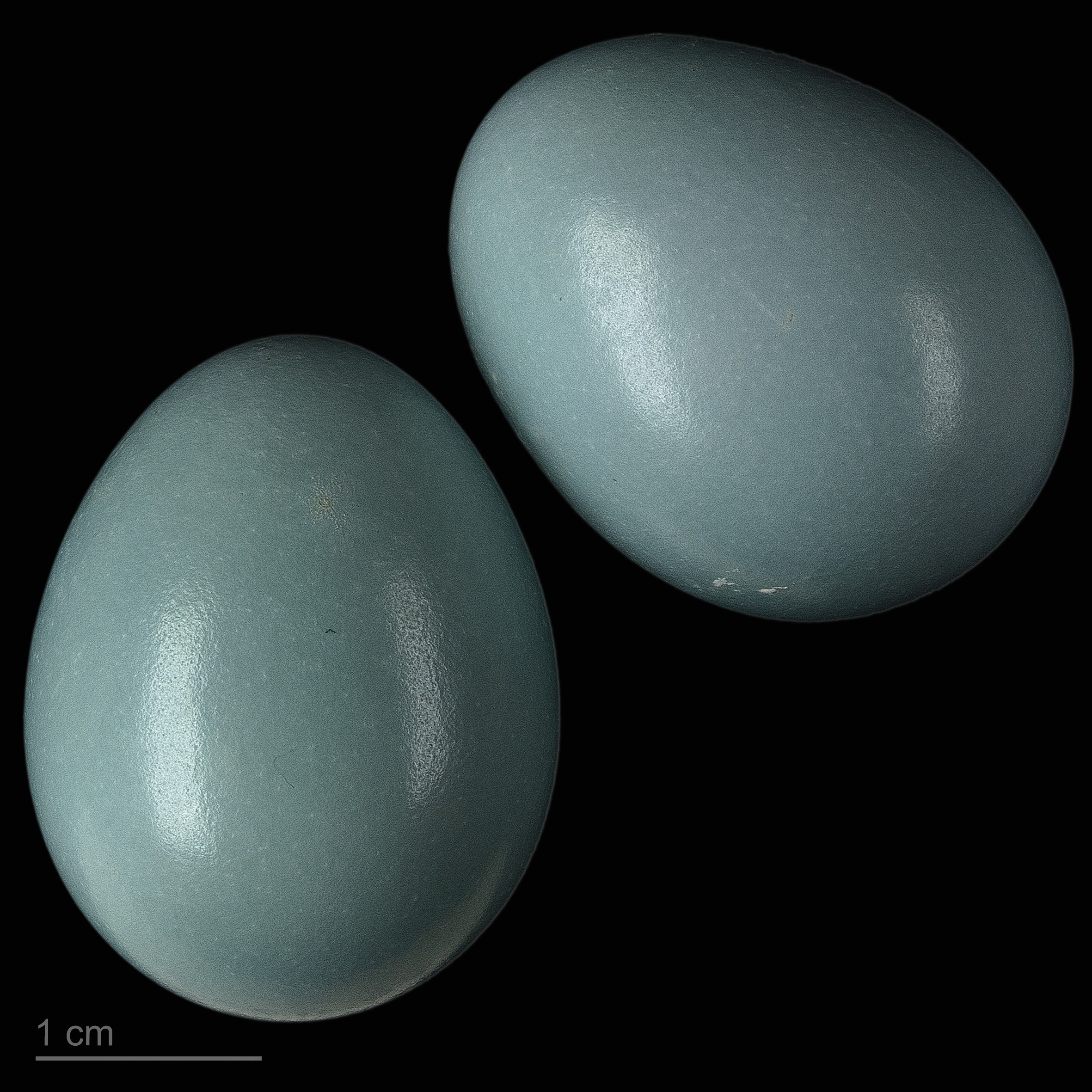
Turdus migratorius - MHNT

El zorzal robín (Turdus migratorius), también conocido como mirlo americano, mirlo primavera, robín, robín americano, zorzal migratorio, zorzal pechirrojo, zorzal petirrojo o zorzal real, es una especie de ave paseriforme de la familia de los túrdidos (grupo que alberga a los zorzales, azulejos, mirlos y primaveras). Se distribuye ampliamente en América del Norte desde el norte de Canadá y Alaska. Inverna en los estados de Florida y California; y en México, Guatemala y Belice. Es el ave oficial de los estados de Connecticut, Míchigan y Wisconsin. En México habita en veintinueve de sus treinta y dos entidades; los estados donde no ha sido observado son Tabasco, Chiapas y Campeche,
En México, la NOM-059-SEMARNAT-2010 no considera a esta ave en su lista de especies en riesgo; la UICN 2019-1 como de Preocupación menor.
En Europa es un divagante raro, observándose la mayoría de las citas en el Reino Unido e Irlanda. En España existe una cita homologada en Vizcaya, en 1999.
Está principalmente activo durante el día y se reúne en grandes bandadas durante la noche. Su dieta consiste en invertebrados —como larvas de escarabajos y orugas— al igual que frutas y bayas. Es una de las primeras aves en reproducirse al regresar de la migración invernal. Construye su nido de hierba gruesa, ramitas, papel y plumas que unta con barro y amortigua con hierba u otro material blando.

## Taxonomía
Esta especie fue descrita por primera vez en 1766 por Carlos Linneo, en la duodécima edición de su Systema naturæ como Turdus migratorius. El nombre binomial se deriva de las palabras latínas: Turdus, "tordo" y migratorius de migrare 'migración'. El término robín se ha registrado por lo menos desde 1703.[cita requerida]. Hay alrededor de sesenta y cinco especies de zorzales de tamaño medio y grande en el género Turdus, caracterizados por sus cabezas redondeadas, alas alargadas y puntiagudas y cantos normalmente melodiosos.
Un estudio del gen mitocondrial citocromo b indica que el zorzal robín no es parte del clado de los tordos de América Central y del Sur, sino que muestra similitudes genéticas con el zorzal de Kurrichane (Turdus libonyanus) y el zorzal oliváceo (Turdus olivaceus), ambas especies africanas. Esto entra en conflicto con un estudio de ADN de 2007, de 65 especies del género Turdus, que sitúa al zorzal cuellirrufo (Turdus rufitorques) centroamericano como el pariente más cercano de zorzal robín. A pesar de tener distinto plumaje, las dos especies son similares en la vocalización y comportamiento. Más allá de esto, se encuentra en un pequeño grupo de cuatro especies de distribución para Centroamérica, lo que sugiere que recientemente se extendió hacia América del Norte.
Se reconocen siete subespecies del zorzal robín.
- T. m. migratorius, se extiende en los Estados Unidos y Canadá, excepto por la costa oeste, hasta el borde de la tundra de Alaska y el norte de Canadá, el este a Nueva Inglaterra y al sur de Maryland, Carolina del Norte y el noroeste de Virginia. Pasa el invierno en la costa sur de Alaska, el sur de Canadá, la mayor parte de los Estados Unidos, Bermudas, las Bahamas y el este de México.[7]
- T. m. nigrideus, en la costa norte de Quebec a Labrador y Newfoundland, inverna al sur de Terranova y a través de la mayoría de los estados del este de los Estados Unidos, hasta el sur de Luisiana y Misisipi y el norte de Georgia. Es uniformemente oscuro o negruzco en la cabeza, con la parte posterior de color gris oscuro. Las partes inferiores son ligeramente más rojas que las de la subespecie nominal.[7]
- T. m. achrusterus, en EE. UU. desde el sur de Oklahoma, el este de Maryland y el oeste de Virginia, hasta el norte de Florida y los estados de la costa del Golfo en el sur. Pasa el invierno a través de gran parte de la zona sur de su área de reproducción. Es más pequeño, las plumas negras de la frente y la corona tienen puntas grises pálidas. Las partes inferiores son más pálidas que las de la subespecie nominal.[7]
- T. m. caurinus, en el sureste de Alaska a través de la costa de Columbia Británica a Washington y el noroeste de Oregón. Pasa el invierno desde el suroeste de la Columbia Británica, el centro y sur de California al sur y hasta el norte de Idaho al este. Es ligeramente más pequeño que la subespecie nominal y con la cabeza más oscura. El blanco en las puntas de las plumas exteriores de la cola está restringido.[7]

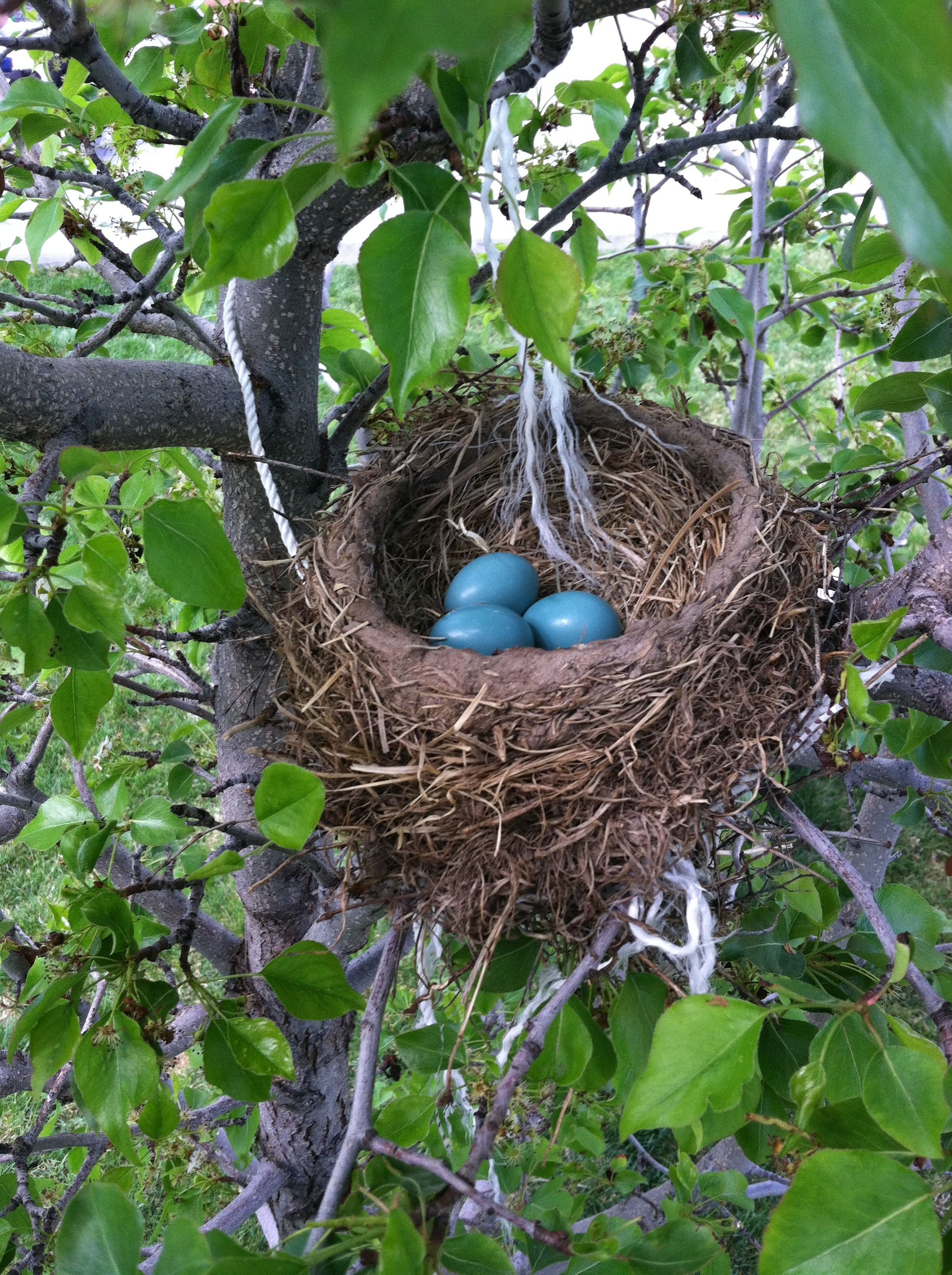
Huevos de petirrojo en su nido habitual de jardín.

- T. m. propinquus, en el sudeste de la Columbia Británica, el sur de Alberta, el suroeste de Saskatchewan hasta el sur de California y norte de Baja California en el sur. Pasa el invierno en gran parte del sur de su área de reproducción en Baja California. Es del mismo tamaño o ligeramente más grande que el T. m. migratorius, pero más pálido y más fuertemente teñido de color gris-parduzco. Tiene poco color blanco en las puntas de las plumas de la cola. Algunas aves, probablemente hembras, carecen casi totalmente de color rojo en la parte de abajo. Los machos son generalmente más oscuros y pueden presentar partes pálidas o blanquecinas en la cabeza.[7]
- T. m. confinis, habita por encima de 1000 m s. n. m. en las tierras altas del sur de Baja California. Esta forma es particularmente distintiva, con las partes inferiores pálidas de color gris-pardo. Es relativamente pequeño, es de las subespecies más pálidas, con gris pálido-marrón uniforme en la cabeza, la frente y el dorso. Por lo general carece de manchas blancas en las puntas de las plumas exteriores de la cola. A veces se le clasifica como una especie separada, el “robin de San Lucas”,[7] pero la American Ornithologists' Union le considera solamente una subespecie, aunque en un grupo diferente de las otras razas.[11]
- T. m. phillipsi, es residente hacia el sur de México hasta el centro de Oaxaca. Es ligeramente más pequeño que el propinquus, pero tiene el pico más largo, las partes inferiores del macho son menos rojas que la subespecie nominal, y tienen un tono oxidado.[7]

## Cultura popular
Existe una superstición en Quebec, Canadá, según la cual todo aquel que vea el primer zorzal robín de la primavera tendrá buena suerte. [¿dónde?] y por ello ha sido  con poemas, entre los que se encuentran I dreaded that first robin so de Emily Dickinson y The first robin del Dr. William H. Drummond; y canciones como When the red, red robin escrita por Harry M. Woods y Rocking Robin escrita por Roger Thomas.
Aunque el superhéroe de cómics Robin fue inspirado por una ilustración de Newell Convers Wyeth sobre Robin Hood, una versión posterior sugiere que[cita requerida] su madre lo nombró así porque nació el primer día de la primavera y la camisa roja de su traje sugiere el pecho rojo del pájaro.